# Дистанційна діагностика
Дистанційна діагностика — це галузь знань, сутність якої складають теорія, методи та засоби встановлення діагнозу і дистанційного обміну діагностичною інформацією з об'єктом діагностування чи дистанційного керування процесом діагностування об'єкта, який перебуває на  відстані від діагноста та/або засобів діагностування.
Дистанційне діагностування (англ. Remote diagnostics) — це процес встановлення діагнозу, який відбувається завдяки доступу до об'єкта діагностування на відстані із застосуванням методів та засобів дистанційного зв'язку (проводового чи бездротового) для дистанційного обміну діагностичною інформацією та/або передавання команд на виконання контрольно-діагностичних операцій і контролювання за процесом їх виконання.

## Дистанційне діагностування у медицині
Дистанційна медична діагностика розвивається та завойовує все більшу популярність поряд із такими галузями знань, як телемедицина та телерадіологія у режимі реального часу.
Наприклад, діагностування космонавта, у скафандрі якого вмонтовані первинні засоби діагностування, і який може перебувати на космічній станції, на Місяці чи й на іншій планеті, може проводитися експертом-діагностом, який із основними засобами діагностування перебуває у земній лабораторії. 
У процесі дистанційного діагностування може виникати потреба у виконанні діагностичних операцій із застосуванням засобів ультразвукового сканування, рентгенологічних чи інших засобів, які можуть проводитися низькокваліфікованим персоналом, дії якого керуються і контролюються експертами дистанційно.
Розвиток телекомунікаційних та мережевих технологій розширює та надає можливість бурного розвитку медичної дистанційної діагностики, як самостійної галузі знань та галузі діяльності. Провідні фахівці в галузі медицини розпочинають опановувати та успішно застосовувати методологію дистанційного діагностування.

## Дистанційне діагностування технічних об'єктів
Основне призначення систем дистанційного діагностування технічних об'єктів — підвищити надійність життєво важливих або капіталомістких установок та зменшити витрати на технічне обслуговування, уникаючи незапланованого технічного обслуговування, шляхом дистанційного моніторингу стану системи".

### Дистанційне діагностування дорожніх транспортних засобів
Дистанційне діагностування транспортних засобів найчастіше здійснюється в локальних мережах (порівняно невеликі, обмежені відстані) або у мережах www. Варіанти використання можна знайти у виробництві та післяпродажному обслуговуванні, з експертом, який має доступ до автомобіля, хоча також можливі варіанти використання в інженерії.

### Особливості дистанційного діагностування автомобілів Mercedes Benz
Ця служба принципово заснована на надійності зв'язку між комунікаційним модулем в автомобілі та центром технічного обслуговування. Для функцій які використовуються поза автомобіля, користувач має можливість через свій мобільний пристрій який має доступ к інтернету, або викликати вебдодаток Mercedes me, або використати встановлений додаток Mercedes me. Комунікаційний модуль встановленій в автомобілі з'єднаний через систему шин даних CAN, та таким чином має здатність отримувати необхідні данні або виконувати необхідні дії. Виключенням є дистанційне керування заїздом на парковочне місце. Даний додаток реалізується тільки по Bloutooth- з'єднанню між смартфоном та блоком керування прарковочною системою автомобіля. Данні про стан автомобіля як правило передаються циклічно, тобто через конкретні проміжки часу або при досягнені конкретного значення, наприклад: відновлення пробігу в км кожні X км; та при конкретних змінах статусу, наприклад: включення чи виключення запалювання. Правила оновлення даних не являється однаковим для всіх служб. Після виключення запалювання комунікаційний модуль спочатку переходить до режиму — сон, в якому до нього ще є доступ. Сплячий режим для комунікаційного модуля продовжується близько одного місяця після виключення запалювання, проте якщо запалювання все ж залишається виключеним доступ до комунікаційного модуля зникає та від становиться повністю не доступним. Якщо в автомобілі напруга акумуляторної батареї замала, то з'єднання з комунікаційним модулем також не можливе.